# Baia di Moubray
La baia di Moubray è una baia situata sulla costa di Borchgrevink, nella parte nord-occidentale della Dipendenza di Ross, in Antartide. La baia, che è quasi completamente ricoperta dalla banchisa, è larga circa 38 km ed è delimitata, a sud-ovest, da capo Hallett, dove era situata la stazione di ricerca Hallett, nel nord dell'omonima penisola, e, a nord, da capo Roget, all'estremo sud della penisola Adare.
All'interno della baia si gettano, tra gli altri, il ghiacciaio Ironside, da ovest, e l'omonimo ghiacciaio Moubray, da nord.

## Storia
La baia è stata scoperta e battezzata nel febbraio 1841 dal capitano James Clark Ross, il quale la chiamò così in onore di George H. Moubray, ufficiale in carica della HMS Terror.